# Кім Мьон Мін
Кім Мьон Мін (кор. 김명민, 金明民, нар. 8 жовтня 1972) — південнокорейський актор.

## Біографія
Кім Мьон Мін народився 8 жовтня 1972 року у столиці Республіки Корея місті Сеул. Свою акторську кар'єру він розпочав у 1996 році з епізодичних ролей у серіалах, у 2001 році він зіграв свою першу роль в кіно яка стала одночасно першою головною роллю в його кар'єрі. Проривною для Мьон Міна стала головна роль у історичному серіалі «Безсмертний адмірал Лі Сунсін», в якому він вдало зіграв Лі Сунсіна — героя Імджинської війни. У 2008 році актор зіграв головну роль у музичному серіалі «Вірус Бетховена», серіал мав величезний успіх не тільки в Кореї а і в багатьох азійських країнах. У кінці того ж року актор розпочав зйомки в фільмі «Ближче до небес», в якому зіграв смертельно хворого чоловіка. Щоб реалістично виконати цю роль, Мьон Мін впродовж зйомок схуднув на 20 кілограм, таку жертву з боку актора гідно оцінили не тільки глядачі, а і кінокритики. Ця роль принесла Мьон Міну нагороду Найкращий актор двох головних корейських кінопремій.
На початку 2011 року актор розпочав зйомки в комедійному фільмі «Детектив К: Таємниця віртуозних вдов», дія якого відбувається в часи королівства Чосон. Фільм став одним з найпопулярніших фільмів 2011 року в Кореї, та транслювався в кінотеатрах багатьох країн в тому числі у Сполучених штатах та Канаді. Успіх фільму підштовхнув режисера до зйомок сиквелу «Детектив К: Таємниця загубленого острова» що вийшов на екрани у 2015 році, та третьої частини під назвою «Детектив К: Таємниця живих мерців» що вийшла у лютому 2018 року. У квітні 2018 на телеканалі KBS2 відбулася прем'єра серіалу «Диво, яке ми зустріли» головну роль в якому виконав Мьон Мін.

## Фільмографія

### Телевізійні серіали
| Рік       | Назва                           | Роль                | Мережа |
| --------- | ------------------------------- | ------------------- | ------ |
| 1999      | «KAIST»                         | Кім Хьон Му         | SBS    |
| 2000      | «Деяким подобається гаряче»     | Чхве Чін Сан        | MBC    |
| 2000      | «Озирнутися назад в гніві»      | Кім Сук Гю          | KBS2   |
| 2001      | «Батько та син»                 | Че Ду               | SBS    |
| 2004      | «Красивіша за квітку»           | Чан Ін Чхоль        | KBS2   |
| 2004      | «Безсмертний адмірал Лі Сунсін» | Лі Сунсін           | KBS1   |
| 2006      | «Погана родина»                 | О Даль Гьон         | SBS    |
| 2007      | «За білою вежею»                | Чан Чун Хьок        | MBC    |
| 2008      | «Вірус Бетховена»               | Кан Кан Ву /Кан Ме  | MBC    |
| 2012      | «Король драм»                   | Ентоні Кім          | SBS    |
| 2014      | «Новий лист»                    | Кім Сок Чжу         | MBC    |
| 2015-2016 | «Шість літаючих драконів»       | Самбон (Чон До Чон) | SBS    |
| 2018      | «Диво, яке ми зустріли»         | Сон Хьон Чхоль (A)  | KBS2   |
| 2021      | «Юридична школа»                | Ян Чон Хун          | JTBC   |

### Фільми
| Рік  | Назва                                      | Роль                       |
| ---- | ------------------------------------------ | -------------------------- |
| 2001 | «Сорум»                                    | Йон Хун                    |
| 2003 | «Задзеркалля»                              | Ха Хьон Су                 |
| 2007 | «Повернення»                               | Рю Че Ву                   |
| 2008 | «Відкрите місто»                           | Чо Де Йон                  |
| 2009 | «Ближче до небес»                          | Пек Чон Ву                 |
| 2010 | «Людина вендети»                           | Чу Йон Cу                  |
| 2011 | «Детектив К: Таємниця віртуозних вдов»     | Кім Мін                    |
| 2011 | «Пейсмейкер»                               | Чу Ман Хо                  |
| 2012 | «Невгамовний»                              | Че Хьок                    |
| 2012 | «Шпигуни»                                  | шеф Кім                    |
| 2015 | «Детектив К: Таємниця загубленого острова» | Кім Мін                    |
| 2016 | «Великий актор»                            | (камео)                    |
| 2016 | «Пандора»                                  | президент Республіки Корея |
| 2016 | «Доказ невинності»                         | Чхве Піль Чже              |
| 2017 | «V.I.P.»                                   | Че Їдо                     |
| 2017 | «День»                                     | Кім Чун Йон                |
| 2018 | «Детектив К: Таємниця живих мерців»        | Кім Мін                    |
| 2018 | «Мульгве»                                  | Юн Гьом                    |
| 2019 | «Битва при Чансарі»                        | Лі Мьон Чжун               |

## Нагороди
| Рік  | Нагорода                                   | Категорія                                               | Робота                                     | Результат | Прим.  |
| ---- | ------------------------------------------ | ------------------------------------------------------- | ------------------------------------------ | --------- | ------ |
| 2000 | Премія MBC драма                           | Кращий новий актор                                      | «Деяким подобається гаряче»                | Перемога  |        |
| 2001 | 2-га Премія Пусанських кінокритиків        | Кращий новий актор                                      | «Сорум»                                    | Перемога  |        |
| 2001 | 4-та Режисерська премія                    | Кращий новий актор                                      | «Сорум»                                    | Перемога  |        |
| 2001 | 22-га Кінопремія Блакитний дракон          | Кращий новий актор                                      | «Сорум»                                    | Номінація |        |
| 2002 | 38-ма Премія мистецтв Пексан               | Кращий новий кіноактор                                  | «Сорум»                                    | Номінація |        |
| 2004 | 18-та Премія KBS драма                     | Нагорода за майстерність (актор)                        | «Красивіша за квітку»                      | Номінація |        |
| 2005 | 41-ша Премія мистецтв Пексан               | Кращий актор телебачення                                | «Безсмертний адмірал Лі Сунсін»            | Номінація |        |
| 2005 | 18-та Премія Grimae                        | Кращий актор                                            | «Безсмертний адмірал Лі Сунсін»            | Перемога  |        |
| 2005 | 19-та Премія KBS драма                     | Нагорода за високу майстерність (актор)                 | «Безсмертний адмірал Лі Сунсін»            | Номінація | [ 14 ] |
| 2005 | 19-та Премія KBS драма                     | Головний приз (Daesang)                                 | «Безсмертний адмірал Лі Сунсін»            | Перемога  | [ 14 ] |
| 2005 | 6-та Корейська премія візуальних мистецтв  | Нагорода за фотогенічність                              | «Безсмертний адмірал Лі Сунсін»            | Перемога  |        |
| 2006 | 33-тя Премія Корейського мовлення          | Кращий талант                                           | «Безсмертний адмірал Лі Сунсін»            | Перемога  |        |
| 2006 | 14-та Премія SBS драма                     | Нагорода за високу майстерність (актор)                 | «Погана родина»                            | Номінація |        |
| 2006 | 14-та Премія SBS драма                     | Нагорода PD                                             | «Погана родина»                            | Перемога  |        |
| 2006 | 14-та Премія SBS драма                     | Нагорода за завзятість                                  | «Погана родина»                            | Перемога  |        |
| 2007 | 19-ша Премія Korean Broadcasting Producers | Кращий виконавець                                       | «Безсмертний адмірал Лі Сунсін»            | Перемога  | [ 15 ] |
| 2007 | Премія MBC драма                           | Нагорода за високу майстерність (актор)                 | «За білою вежею»                           | Перемога  | [ 16 ] |
| 2007 | 43-тя Премія мистецтв Пексан               | Кращий актор телебачення                                | «За білою вежею»                           | Перемога  |        |
| 2007 | 20-та Премія Grimae                        | Кращий акторо                                           | «За білою вежею»                           | Перемога  |        |
| 2008 | 20-та Korean Broadcasting Producers Award  | Кращий виконавець                                       | «За білою вежею»                           | Перемога  | [ 17 ] |
| 2008 | Премія MBC драма                           | Головний приз                                           | «Вірус Бетховена»                          | Перемога  | [ 18 ] |
| 2008 | Премія MBC драма                           | Нагорода за високу майстерність (актор)                 | «Вірус Бетховена»                          | Номінація | [ 18 ] |
| 2008 | 9-та Премія Broadcaster                    | Кращий виступ                                           | «Вірус Бетховена»                          | Перемога  |        |
| 2008 | 2-га Премія корейської драми               | Головний приз                                           | «Вірус Бетховена»                          | Перемога  | [ 19 ] |
| 2008 | 2-га Премія корейської драми               | Нагорода за високу майстерність (актор)                 | «Вірус Бетховена»                          | Номінація | [ 19 ] |
| 2008 | 4-та Сеульська міжнародна премія драми     | Кращий актор                                            | «Вірус Бетховена»                          | Номінація |        |
| 2009 | 45-та Премія мистецтв Пексан               | Кращий актор телебачення                                | «Вірус Бетховена»                          | Перемога  |        |
| 2009 | 21-ша Премія Korean Broadcasting Producers | Кращий виконавець                                       | «Вірус Бетховена»                          | Перемога  |        |
| 2009 | 36-та Премія Корейської асоціації мовників | Кращий актор                                            | «Вірус Бетховена»                          | Перемога  |        |
| 2009 | 46-та Премія Великий дзвін                 | Кращий актор                                            | «Ближче до небес»                          | Перемога  | [ 20 ] |
| 2009 | 46-та Премія Великий дзвін                 | Нагорода за популярність                                | «Ближче до небес»                          | Перемога  | [ 20 ] |
| 2009 | 30-та Кінопремія Блакитний дракон          | Кращий актор                                            | «Ближче до небес»                          | Перемога  |        |
| 2010 | 7-ма Премія Max Movie                      | Кращий актор                                            | «Ближче до небес»                          | Номінація |        |
| 2011 | 20-та Кінопремія Буїль                     | Кращий актор                                            | «Детектив К: Таємниця віртуозних вдов»     | Номінація |        |
| 2012 | 49-та Премія Великий дзвін                 | Кращий актор                                            | «Пейсмейкер»                               | Номінація |        |
| 2012 | 20-та Премія SBS драма                     | Нагорода за високу майстерність (актор мінісеріалу)     | «Король драм»                              | Номінація |        |
| 2014 | Премія MBC драма                           | Нагорода за високу майстерність (актор)                 | «Новий лист»                               | Номінація |        |
| 2015 | Премія Корейської асоціації кіноакторів    | Топ зірка                                               | «Детектив К: Таємниця загубленого острова» | Перемога  | [ 21 ] |
| 2015 | 23-тя Премія SBS драма                     | Нагорода за високу майстерність (актор серіалу)         | «Шість літаючих драконів»                  | Номінація |        |
| 2016 | 5-та Премія «Зірок МААТР»                  | Нагорода за високу майстерність (актор серіалу)         | «Шість літаючих драконів»                  | Номінація |        |
| 2018 | 32-га Премія KBS драма                     | Головний приз (Daesang)                                 | «Диво, яке ми зустріли»                    | Перемога  | [ 22 ] |
| 2018 | 32-га Премія KBS драма                     | Нагорода за високу майстерність (актор)                 | «Диво, яке ми зустріли»                    | Номінація | [ 22 ] |
| 2018 | 32-га Премія KBS драма                     | Нагорода за майстерність (актор середньотривалої драми) | «Диво, яке ми зустріли»                    | Номінація | [ 22 ] |
| 2018 | 32-га Премія KBS драма                     | Краща пара (Разом з Ла Мі Ран)                          | «Диво, яке ми зустріли»                    | Перемога  | [ 22 ] |
| 2018 | 32-га Премія KBS драма                     | Нагорода Netizen                                        | «Диво, яке ми зустріли»                    | Перемога  | [ 22 ] |